# Paradamoetas formicinus
Espèce
Paradamoetas formicinus est une espèce d'araignées aranéomorphes de la famille des Salticidae.

## Distribution
Cette espèce se rencontre au Mexique au Chiapas, au Guatemala et au Nicaragua,.
Sa présence au Texas aux États-Unis est incertaine.

## Description
Le mâle décrit par Cutler en 1981 mesure 2,91 mm et la femelle 3,04 mm.
Cette araignée est myrmécomorphe.

## Publication originale
- Peckham & Peckham, 1885 : On some new genera and species of Attidae from the eastern part of Guatamala. Proceedings of the Natural History Society of Wisconsin, vol. 1885, p. 62-86 (texte intégral).